# Sejm lubelski 1566
Sejm lubelski 1566 – sejm walny Korony Królestwa polskiego zwołany w marcu 1566 roku początkowo do Piotrkowa, a później przeniesiony do Lublina.
Sejmiki przedsejmowe odbyły się w kwietniu 1566 roku.  
Obrady sejmu rozpoczęły się 7 maja, a zakończyły przed 21 sierpnia 1566 roku.